# Списак основних школа у Сремском округу
Списак државних основних школа у Сремском управном округу односно Граду Сремској Митровици и општинама Инђија, Ириг, Пећинци, Рума, Стара Пазова и Шид.

## Град Сремска Митровица
| Основна школа                    | Адреса                                | Година оснивања   | Ранији називи       |
| Сремска Митровица                | Сремска Митровица                     | Сремска Митровица | Сремска Митровица   |
| -------------------------------- | ------------------------------------- | ----------------- | ------------------- |
| ОШ „Бошко Палковљевић Пинки”     | Змај Јовина 27.                       | 1953.             | /                   |
| ОШ „Јован Јовановић Змај”        | Ратарска 5.                           | 1953.             | /                   |
| ОШ „Јован Поповић”               | Петра Прерадовића 51                  | ?                 | /                   |
| ОШ „Слободан Бајић Паја”         | Фрушкогорска бб                       | 1972.             | /                   |
| ОШ „Свети Сава”                  | Деспота Бранковића 14.                | 1947.             | ОШ „Владимир Назор” |
| Остала места                     |                                       |                   |                     |
| ОШ „Бранко Радичевић”            | Николе Радојчића 15, Кузмин           | ?                 | /                   |
| ОШ „Добросав Радосављевић Народ” | Мачвански кеј 29, Мачванска Митровица | ?                 | /                   |
| ОШ „Јован Јовановић Змај”        | Железничка 2, Мартинци                | 1966.             | /                   |
| ОШ „Трива Витасовић Лебарник”    | Првог новембра 221, Лаћарак           | 1733.             | /                   |

## Општина Инђија
| Основна школа            | Адреса                          | Година оснивања | Ранији називи                                                                   |
| Инђија                   | Инђија                          | Инђија          | Инђија                                                                          |
| ------------------------ | ------------------------------- | --------------- | ------------------------------------------------------------------------------- |
| ОШ „Душан Јерковић”      | Душана Јерковића 1.             | 1867.           | /                                                                               |
| ОШ „Јован Поповић”       | Краља Петра Првог 124.          | 1962.           | /                                                                               |
| ОШ „Петар Кочић”         | Цара Душана 9.                  | 1782.           | Српска школа · ДОШ „Краљ Петар I” · Хрватска пучка школа · Основна школа број 1 |
| Остала места             |                                 |                 |                                                                                 |
| ОШ „22. јул”             | Наде Јаношевић 4, Крчедин       | 1886.           | /                                                                               |
| ОШ „Браћа Груловић”      | Карађорђева 2, Бешка            | 1690.           | /                                                                               |
| ОШ „Бранко Радичевић”    | Жарка Зрењанина 1, Марадик      | 1826.           | /                                                                               |
| ОШ „Др Ђорђе Натошевић”  | Вука Караџића 1, Нови Сланкамен | 1831.           | ОШ „Владимир Назор”                                                             |
| ОШ „Ружа Ђурђевић Црна”  | Вељка Влаховића 1, Чортановци   | 1832.           | /                                                                               |
| ОШ „Слободан Бајић Паја” | Главна 31, Нови Карловци        | 1759.           | /                                                                               |

## Општина Ириг
| Основна школа                    | Адреса                  | Година оснивања | Ранији називи |
| -------------------------------- | ----------------------- | --------------- | ------------- |
| ОШ „Доситеј Обрадовић”           | Змај Јовина 61, Ириг    | 1863.           | /             |
| ОШ „Милица Стојадиновић Српкиња” | Бошка Сремца бб, Врдник | ?               | /             |

## Општина Пећинци
| Основна школа            | Адреса                           | Година оснивања | Ранији називи         |
| ------------------------ | -------------------------------- | --------------- | --------------------- |
| ОШ „Слободан Бајић Паја” | Школска 8, Пећинци               | 1863.           | /                     |
| ОШ „Душан Вукасовић”     | Маршала Тита 1, Купиново         | 1786.           | /                     |
| ОШ „Душан Вукасовић”     | Трг светог Николаја 2, Шимановци | 1775.           | ОШ „Бранко Радичевић” |

## Општина Рума
| Основна школа                         | Адреса                           | Година оснивања | Ранији називи       |
| Рума                                  | Рума                             | Рума            | Рума                |
| ------------------------------------- | -------------------------------- | --------------- | ------------------- |
| ОШ „Вељко Дугошевић”                  | Главна 71.                       | 1950.           | /                   |
| ОШ „Душан Јерковић”                   | Главна 69.                       | 1950.           | /                   |
| ОШ „Змај Јова Јовановић”              | Главна 117.                      | 1875.           |                     |
| ОШ „Иво Лола Рибар”                   | Главна 270.                      | 1956.           |                     |
| Остала места                          |                                  |                 |                     |
| ОШ „23. октобар”                      | Мачванска 2, Кленак              | 1873.           |                     |
| ОШ „Бранко Радичевић”                 | Трг Бранка Радичевића 1, Никинци | 1882.           | /                   |
| ОШ „Доситеј Обрадовић”                | Лењинова 3, Путинци              | 1840.           | /                   |
| ОШ „Миливој Петковић Фећко”           | Лале Јанића 3, Платичево         | 1852.           | /                   |
| ОШ „Милош Црњански”                   | Школска 5, Хртковци              | 1860.           | ОШ „Владимир Назор” |
| ОШ „Небојша Јерковић”                 | Небојше Јерковића 1, Путинци     | 1864.           | /                   |
| ОШ „Шеста ударна војвођанска бригада” | Главна 40, Грабовци              | 1970.           | /                   |

## Општина Стара Пазова
| Основна школа                  | Адреса                    | Година оснивања | Ранији називи                |
| Стара Пазова                   | Стара Пазова              | Стара Пазова    | Стара Пазова                 |
| ------------------------------ | ------------------------- | --------------- | ---------------------------- |
| ОШ „Бошко Палковљевић Пинки”   | Вука Караџића 4.          | 1730.           | /                            |
| ОШ „Симеон Араницки”           | Бошка Бухе бб             | 2009.           | /                            |
| ОШ „Херој Јанко Чмелик”        | Карађорђева 2.            | 1770.           | /                            |
| ШОСО „Антон Скала”             | Карађорђева 2.            | 1972.           | /                            |
| Остала места                   |                           |                 |                              |
| ОШ „23. октобар”               | Путиначка 1, Голубинци    | 1758.           | /                            |
| ОШ „Вера Мишчевић”             | Краља Петра I 33, Белегиш | 1752.           | /                            |
| ОШ „Милан Хаџић”               | Карађорђева 1, Војка      | 1780.           | /                            |
| ОШ „Никола Тесла”              | Школска 2, Нови Бановци   | 1764.           | ОШ „Људевит Гај” (1933—1938) |
| ОШ „Слободан Савковић”         | Грчка 31, Стари Бановци   | 1752.           | /                            |
| ОШ „Растко Немањић Свети Сава” | Његошева 4, Нова Пазова   | 1980.           | ОШ „Младост”                 |

## Општина Шид
| Основна школа             | Адреса                    | Година оснивања | Ранији називи                             |
| Шид                       | Шид                       | Шид             | Шид                                       |
| ------------------------- | ------------------------- | --------------- | ----------------------------------------- |
| ОШ „Бранко Радичевић”     | Петра Кочића бб           | 1982.           | ОШ „Јован Веселинов Жарко”                |
| ОШ „Јован Јовановић Змај” | Мајке Јевросиме 1.        | ?.              | /                                         |
| ОШ „Сремски фронт”        | Мајке Јевросиме 1.        | 1975.           | /                                         |
| Остала места              |                           |                 |                                           |
| ОШ „Вук Караџић”          | Фрушкогорска 3, Адашевци  | ?               | /                                         |
| ОШ „Сава Шумановић”       | Светог Саве 4, Ердевик    | 1775.           | /                                         |
| ОШ „Филип Вишњић”         | Краља Петра I 18, Моровић | 1724.           | ОШ „Драгиња Никшић” · ОШ „Босутски одред” |